# Hansenius mirabilis
Hansenius mirabilis är en spindeldjursart som beskrevs av Beier 1933. Hansenius mirabilis ingår i släktet Hansenius och familjen tvåögonklokrypare. Inga underarter finns listade i Catalogue of Life.